# Jochen Summer
Marco Haller (Dietersdorf am Gnasbach, Estíria, 28 de maig de 1977) va ser un ciclista austríac, professional del 2000 al 2009.
El seu pare Hans també es dedicà al ciclisme.

## Palmarès
- 1999
  - 1r a l'Internationale Ernst-Sachs-Tour
- 2002
  - Vencedor d'una etapa a la Volta a Grècia
- 2005
  - 1r al Poreč Trophy
  - Vencedor d'una etapa a la Volta a Àustria